# Sylvirana menglaensis
Espèce
Synonymes
- Hylarana menglaensis Fei, Ye & Xie, 2008

Sylvirana menglaensis est une espèce d'amphibiens de la famille des Ranidae.

## Répartition
Cette espèce se rencontre :
- au Viêt Nam dans les provinces de Sơn La et de Điện Biên ;
- en Chine dans la province du Yunnan dans les xians de Mengla, de Menghai et de Ximeng.

Sa présence est incertaine en Birmanie et au Laos.

## Étymologie
Son nom d'espèce, composé de mengla et du suffixe latin -ensis, « qui vit dans, qui habite », lui a été donné en référence au lieu de sa découverte.

## Publication originale
- Fei, Ye, Jiang & Xie, 2008 : Two new species of the Ranidae from China, with phylogenetic relationships of Hylarana (Sylvirana) nigrovittata group (Amphibia, Anura). Acta Zootaxonomica Sinica, Beijing, vol. 2008, no 1, p. 199-206.